# Counting sort
Il Counting sort è un algoritmo di ordinamento per valori numerici interi con complessità lineare. L'algoritmo si basa sulla conoscenza a priori dell'intervallo in cui sono compresi i valori da ordinare.

## Descrizione intuitiva
L'algoritmo conta il numero di occorrenze di ciascun valore presente nell'array da ordinare, memorizzando questa informazione in un array temporaneo di dimensione pari all'intervallo di valori. Il numero di ripetizioni dei valori inferiori indica la posizione del valore immediatamente successivo.
Si calcolano i valori massimo, {\displaystyle max(A)}, e minimo, {\displaystyle min(A)}, dell'array e si prepara un array ausiliario {\displaystyle C} di lunghezza {\displaystyle max(A)-min(A)+1}, che inizialmente contiene solo zeri. {\displaystyle C} conterrà le frequenze di ciascun elemento in {\displaystyle A} (ad esempio {\displaystyle C[0]=1} se {\displaystyle min(A)} appare una sola volta all'interno di {\displaystyle A}).
Una volta costruito {\displaystyle C}, si visita l'array {\displaystyle A} per popolarlo. Ogni volta che si incontra il valore {\displaystyle i} in {\displaystyle A}, si andrà ad aumentare di uno il valore di {\displaystyle C[i]}. Al termine di questo processo, {\displaystyle C[i]} sarà pari al numero di occorrenze dell'elemento {\displaystyle i+min(A)} nell'array di partenza {\displaystyle A}. 
Infine, per ordinare {\displaystyle A}, si scorre {\displaystyle C} dalla prima cella all'ultima, scrivendo in {\displaystyle A} il valore {\displaystyle i+min(A)} per {\displaystyle C[i]} volte. Va notato che se un elemento {\displaystyle k} non è presente in {\displaystyle A}, allora {\displaystyle C[k]} sarà pari a 0, e dunque quell'elemento non sarà inserito.
{\displaystyle A} sarà ordinato alla fine di questo processo perché si è sfruttata la possibilità di accedere prima casualmente e poi sequenzialmente agli indici di {\displaystyle C}: scansionare un array significa accedere ai suoi indici in ordine, perciò l'ordinamento è garantito da questa proprietà.

## Esempio
```
Array A: 2 5 2 7 8 8 2 3 6
```

### Prima scansione
Con una scansione di {\displaystyle A} individuo il valore minimo (2) e il valore massimo (8).

### Seconda scansione
Popolo l'array {\displaystyle C}, che tiene il conto delle frequenze di ciascun elemento nell'intervallo {\displaystyle [2,8]}.
```
Array C: 3 1 0 1 1 1 2
```

Il significato dell'array C è il seguente: l'intero 0 {\displaystyle +min(A)} = 2 è presente 3 volte nell'array A, l'intero 1+min(A)=3 è presente 1 volta, l'intero 2+min(A)=4 è presente 0 volte, e così via. 

### Terza scansione
Inserisco in A tre volte l'intero 2, 1 volta l'intero 3, 0 volte l'intero 4, 1 volta l'intero 5 e così via.
```
Array A: 2 2 2 3 5 6 7 8 8
```

L'array A è ora ordinato.

## Complessità
L'algoritmo esegue tre iterazioni, due di lunghezza {\displaystyle n} (pari alla lunghezza dell'array da ordinare) per l'individuazione di {\displaystyle max(A)} e {\displaystyle min(A)} e per il calcolo delle occorrenze dei valori, e una di lunghezza {\displaystyle k} (pari a {\displaystyle max(A)-min(A)+1}) per l'impostazione delle posizioni finali dei valori: la complessità totale è quindi {\displaystyle O(n+k)}.
Non è basato su confronti e scambi e conviene utilizzarlo quando il valore di {\displaystyle k} è {\displaystyle O(n)}, nel qual caso l'algoritmo è {\displaystyle O(n)}, altrimenti risulterebbero più veloci altri algoritmi.

## Pseudocodice
```
countingSort(A[])
   //Calcolo degli elementi max e min
   max ← A[0]
   min ← A[0]
   for i ← 1 to length[A] do
      if (A[i] > max) then
         max ← A[i]
      else if(A[i] < min) then
         min ← A[i]
   end for
```

```
  //Costruzione dell'array C
   * crea un array C di dimensione max - min + 1
   for i ← 0 to length[C] do
      C[i] ← 0                                 //inizializza a zero gli elementi di C
   end for
```

```
   for i ← 0 to length[A] do
      C[A[i] - min] = C[A[i] - min] + 1           //aumenta il numero di volte che si è incontrato il valore
   end for
```

```
   //Ordinamento in base al contenuto dell'array delle frequenze C
   k ← 0                                       //indice per l'array A
   for i ← 0 to length[C] do
      while C[i] > 0 do                        //scrive C[i] volte il valore (i + min) nell'array A
         A[k] ← i + min
         k ← k + 1
         C[i] ← C[i] - 1
   end for
```